# 1329

## Родени
- 26 септември Анна Пфалцска германска кралица (1349 – 1353)
- 22 ноември Елизабет фон Майсен принцеса от род Ветини
- 29 ноември Йохан I херцог на Долна Бавария
- Лазар Хребелянович княз на Моравска Сърбия (1371 – 1389)
- Елизабета Баварска господарка на Верона и графиня на Вюртемберг.

## Починали
- 7 юли – Робърт I, крал на Шотландия
- 21 януари Хайнрих II княз на Мекленбург (1302 – 1329)
- 7 юни Робърт I) крал на Шотландия (1306 – 1329)
- 4 ноември Едуард Савойски граф на Савоя (1323 – 1329)